# Zbigniew Religa
Zbigniew Eugeniusz Religa (16. prosince 1938, Miedniewice – 8. března 2009, Varšava) byl přední polský kardiochirurg a politik. Od 31. října 2005 do 16. listopadu 2007 byl ministrem zdravotnictví Polské republiky.
Zasloužil se o rozvoj projektu Polské umělé srdce.
V roce 2014 o něm natočil režisér Łukasz Palkowski film Bohové.

## Vyznamenání
- velkodůstojník Řádu znovuzrozeného Polska, Polsko, 1995 – udělil Lech Wałęsa za vynikající přínos k rozvoji lékařských věd a za úspěchy ve vědeckém výzkumu[1]
- velkokříž Řádu znovuzrozeného Polska, Polsko, 1998 – udělil Aleksander Kwaśniewski za vynikající výsledky ve vědeckém výzkumu a v didaktické práci v oblasti medicíny stejně jako za přínos k rozvoji mezinárodní vědecké spolupráce[2]
- Řád bílé orlice, Polsko, 2008 – udělil Lech Kaczyński za vynikající služby Polsku, zejména v oblasti rozvoje kardiochirurgie a za vynikající výsledky ve státní a veřejných funkcích[3]
- velkokříž Maltézského záslužného řádu, Suverénní řád Maltézských rytířů